# Motorrad-Weltmeisterschaft 1951
Die Motorrad-WM-Saison 1951 war die dritte in der Geschichte der FIM-Motorrad-Straßenweltmeisterschaft.
In den Klassen bis 500 cm³ und bis 350 cm³ wurden acht und in den Klassen bis 250 cm³ und bis 125 cm³ sowie bei den Gespannen fünf Rennen ausgetragen.

## Punkteverteilung
| Punktewertung | Punktewertung | Punktewertung | Punktewertung | Punktewertung | Punktewertung | Punktewertung |
| ------------- | ------------- | ------------- | ------------- | ------------- | ------------- | ------------- |
| Platz         | 1             | 2             | 3             | 4             | 5             | 6             |
| Punkte        | 8             | 6             | 4             | 3             | 2             | 1             |

In die Wertung kamen bei weniger als acht ausgetragenen Rennen die besten vier Resultate, wurden acht oder mehr Rennen ausgetragen wurden die fünf besten erzielten Resultate in die WM-Wertung einbezogen.

## 500-cm³-Klasse

### Rennergebnisse
|   | Datum      | Rennen              | Strecke           | Platz 1         | Platz 2         | Platz 3           | Schn. Rennrunde   |
| - | ---------- | ------------------- | ----------------- | --------------- | --------------- | ----------------- | ----------------- |
| 1 | 08.04.     | 2. GP von Spanien   | Montjuïc          | Umberto Masetti | Tommy Wood      | Arciso Artesiani  | Enrico Lorenzetti |
| 2 | 27.05.     | 21. GP der Schweiz  | Bremgarten        | Fergus Anderson | Reg Armstrong   | Enrico Lorenzetti | Fergus Anderson   |
| 3 | 08.06.     | 33. Isle of Man TT  | Mountain Course   | Geoff Duke      | William Doran   | Cromie McCandless | Geoff Duke        |
| 4 | 01.07.     | 24. GP von Belgien  | Spa-Francorchamps | Geoff Duke      | Alfredo Milani  | Sante Geminiani   | Geoff Duke        |
| 5 | 07.07.     | 21. Dutch TT        | Assen             | Geoff Duke      | Alfredo Milani  | Enrico Lorenzetti | Umberto Masetti   |
| 6 | 15.07.     | GP von Frankreich   | Albi              | Alfredo Milani  | William Doran   | Nello Pagani      | Alfredo Milani    |
| 7 | 16.–18.08. | 23. Ulster GP       | Clady             | Geoff Duke      | Ken Kavanagh    | Umberto Masetti   | Alfredo Milani    |
| 8 | 09.09.     | 29. GP der Nationen | Monza             | Alfredo Milani  | Umberto Masetti | Nello Pagani      | Alfredo Milani    |

### Fahrerwertung
| 1  | Geoff Duke        | Norton     | 35 (37) |
| 2  | Alfredo Milani    | Gilera     | 31      |
| 3  | Umberto Masetti   | Gilera     | 21      |
| 4  | William Doran     | A.J.S.     | 14      |
| 5  | Nello Pagani      | Gilera     | 10      |
| 6  | Reg Armstrong     | A.J.S.     | 9       |
| 7  | Fergus Anderson   | Moto Guzzi | 8       |
| 8  | Enrico Lorenzetti | Moto Guzzi | 8       |
| 9  | Tommy Wood        | Norton     | 6       |
|    | Ken Kavanagh      | Norton     | 6       |
| 11 | Johnny Lockett    | Norton     | 6       |
| 12 | Carlo Bandirola   | MV Agusta  | 5       |
| 13 | Arciso Artesiani  | MV Agusta  | 4       |

|    | Cromie McCandless   | Norton     | 4 |
|    | Sante Geminiani (†) | Moto Guzzi | 4 |
| 16 | Ramón Montane       | Norton     | 3 |
|    | Tommy McEwan        | Norton     | 3 |
| 18 | Jack Brett          | Norton     | 3 |
| 19 | Benoît Musy         | Moto Guzzi | 2 |
|    | Manliff Barrington  | Norton     | 2 |
|    | Bruno Ruffo         | Moto Guzzi | 2 |
| 22 | Ernest Vidal        | Norton     | 1 |
|    | Willy Lips          | Norton     | 1 |
|    | Len Parry           | Norton     | 1 |
|    | Len Perry           | Norton     | 1 |

(Punkte in Klammern inklusive Streichresultate)

### Konstrukteurswertung
| 1 | Norton     | 38 (45) |
| 2 | Gilera     | 36 (40) |
| 3 | A.J.S.     | 22 (23) |
| 4 | Moto Guzzi | 18      |
| 5 | MV Agusta  | 7       |

(Punkte in Klammern inklusive Streichresultate)

## 350-cm³-Klasse

### Rennergebnisse
|   | Datum      | Rennen              | Strecke           | Platz 1       | Platz 2        | Platz 3        | Schn. Rennrunde |
| - | ---------- | ------------------- | ----------------- | ------------- | -------------- | -------------- | --------------- |
| 1 | 08.04.     | 2. GP von Spanien   | Montjuïc          | Tommy Wood    | Leslie Graham  | Bill Petch     | Tommy Wood      |
| 2 | 27.05.     | 21. GP der Schweiz  | Bremgarten        | Leslie Graham | Cecil Sandford | Reg Armstrong  | Reg Armstrong   |
| 3 | 08.06.     | 33. Isle of Man TT  | Mountain Course   | Geoff Duke    | Johnny Lockett | Jack Brett     | Geoff Duke      |
| 4 | 01.07.     | 24. GP von Belgien  | Spa-Francorchamps | Geoff Duke    | Johnny Lockett | Bill Lomas     | Geoff Duke      |
| 5 | 07.07.     | 21. Dutch TT        | Assen             | William Doran | Bill Petch     | Ken Kavanagh   | William Doran   |
| 6 | 15.07.     | GP von Frankreich   | Albi              | Geoff Duke    | Jack Brett     | William Doran  | William Doran   |
| 7 | 16.–18.08. | 23. Ulster GP       | Clady             | Geoff Duke    | Ken Kavanagh   | Johnny Lockett | Geoff Duke      |
| 8 | 09.09.     | 29. GP der Nationen | Monza             | Geoff Duke    | Ken Kavanagh   | Jack Brett     | Geoff Duke      |

### Fahrerwertung
| 1  | Geoff Duke     | Norton     | 40 |
| 2  | William Doran  | A.J.S.     | 19 |
| 3  | Johnny Lockett | Norton     | 19 |
| 4  | Ken Kavanagh   | Norton     | 16 |
| 5  | Jack Brett     | Norton     | 15 |
| 6  | Leslie Graham  | Velocette  | 14 |
| 7  | Reg Armstrong  | A.J.S.     | 11 |
| 8  | Bill Petch     | A.J.S.     | 10 |
| 9  | Cecil Sandford | Velocette  | 9  |
| 10 | Tommy Wood     | Moto Guzzi | 8  |
| 11 | Bill Lomas     | Velocette  | 6  |

| 12 | Rod Coleman         | A.J.S.     | 5 |
| 13 | Mick Featherstone   | A.J.S.     | 4 |
| 14 | Fernando Aranda     | Moto Guzzi | 3 |
|    | Paul Fuhrer         | Velocette  | 3 |
| 16 | Jacques Raffeld     | Velocette  | 2 |
|    | Sid Mason           | Velocette  | 2 |
|    | Simon Sandys-Winsch | Velocette  | 2 |
| 19 | John Grace          | Norton     | 1 |
|    | Leonhard Faßl       | A.J.S.     | 1 |
|    | Bob Foster          | Velocette  | 1 |
|    | Bob Matthews        | Velocette  | 1 |

### Konstrukteurswertung
| 1 | Norton Motorcycles | 40 (45) |
| 2 | Velocette          | 22      |
|   | A.J.S.             | 22 (27) |
| 4 | Moto Guzzi         | 8       |

(Punkte in Klammern inklusive Streichresultate)

## 250-cm³-Klasse

### Rennergebnisse
|   | Datum      | Rennen              | Strecke         | Platz 1           | Platz 2         | Platz 3           | Schn. Rennrunde |
| - | ---------- | ------------------- | --------------- | ----------------- | --------------- | ----------------- | --------------- |
| 1 | 27.05.     | 21. GP der Schweiz  | Bremgarten      | Dario Ambrosini   | Bruno Ruffo     | Gianni Leoni      | Dario Ambrosini |
| 2 | 06.06.     | 33. Isle of Man TT  | Mountain Course | Tommy Wood        | Dario Ambrosini | Enrico Lorenzetti | Fergus Anderson |
| 3 | 15.07.     | GP von Frankreich   | Albi            | Bruno Ruffo       | Gianni Leoni    | Tommy Wood        | Bruno Ruffo     |
| 4 | 16.–18.08. | 23. Ulster GP       | Clady           | Bruno Ruffo       | Maurice Cann    | Arthur Wheeler    | Bruno Ruffo     |
| 5 | 09.09.     | 29. GP der Nationen | Monza           | Enrico Lorenzetti | Tommy Wood      | Bruno Ruffo       | Bruno Ruffo     |

### Fahrerwertung
| 1 | Bruno Ruffo         | Moto Guzzi | 22 (26) |
| 2 | Tommy Wood          | Moto Guzzi | 18 (21) |
| 3 | Dario Ambrosini (†) | Benelli    | 14      |
| 4 | Enrico Lorenzetti   | Moto Guzzi | 12      |
| 5 | Gianni Leoni (†)    | Moto Guzzi | 10      |
| 6 | Maurice Cann        | Moto Guzzi | 6       |
| 7 | Arthur Wheeler      | Velocette  | 6       |
| 8 | Benoît Musy         | Moto Guzzi | 3       |
|   | Wilf Hutt           | Moto Guzzi | 3       |
|   | Fergus Anderson     | Moto Guzzi | 3       |
|   | Alano Montanari     | Moto Guzzi | 3       |

| 12 | Cecil Sandford  | Velocette  | 2 |
|    | Bill Lomas      | Velocette  | 2 |
|    | Douglas Beasley | Velocette  | 2 |
|    | Bruno Francisci | Moto Guzzi | 2 |
| 16 | Nino Grieco     | Parilla    | 1 |
|    | Fron Purslow    | Norton     | 1 |
|    | Werner Gerber   | Moto Guzzi | 1 |
|    | Norman Blemings | Excelsior  | 1 |
|    | Guido Paciocca  | Moto Guzzi | 1 |

(Punkte in Klammern inklusive Streichresultate)

### Konstrukteurswertung
| 1 | Moto Guzzi | 32 (38) |
| 2 | Benelli    | 14      |
| 3 | Velocette  | 10      |
| 4 | Excelsior  | 1       |
|   | Parilla    | 1       |
|   | Norton     | 1       |

(Punkte in Klammern inklusive Streichresultate)

## 125-cm³-Klasse

### Rennergebnisse
|   | Datum  | Rennen              | Strecke         | Platz 1           | Platz 2       | Platz 3        | Schn. Rennrunde   |
| - | ------ | ------------------- | --------------- | ----------------- | ------------- | -------------- | ----------------- |
| 1 | 08.04. | 2. GP von Spanien   | Montjuïc        | Guido Leoni       | Carlo Ubbiali | Vittorio Zanzi | Guido Leoni       |
| 2 | 06.06. | 33. Isle of Man TT  | Mountain Course | Cromie McCandless | Carlo Ubbiali | Gianni Leoni   | Cromie McCandless |
| 3 | 07.07. | 21. Dutch TT        | Assen           | Gianni Leoni      | Luigi Zinzani | Leslie Graham  | Gianni Leoni      |
| 4 | 09.09. | 29. GP der Nationen | Monza           | Carlo Ubbiali     | Romolo Ferri  | Luigi Zinzani  | Carlo Ubbiali     |

### Fahrerwertung
| 1 | Carlo Ubbiali     | F.B Mondial | 20 |
| 2 | Gianni Leoni (†)  | F.B Mondial | 12 |
| 3 | Cromie McCandless | F.B Mondial | 11 |
| 4 | Luigi Zinzani     | Morini      | 10 |
| 5 | Guido Leoni (†)   | F.B Mondial | 8  |
| 6 | Vittorio Zanzi    | Morini      | 7  |
| 7 | Romolo Ferri      | F.B Mondial | 6  |
| 8 | Leslie Graham     | MV Agusta   | 4  |
| 9 | Juan Soler Bultó  | Montesa     | 4  |

| 10 | Raffaele Alberti (†)  | F.B Mondial | 3 |
|    | Nello Pagani          | F.B Mondial | 3 |
| 12 | Franco Bertoni        | MV Agusta   | 2 |
|    | Otello Spadoni        | F.B Mondial | 2 |
| 14 | José Antonio Elizalde | Montesa     | 1 |
|    | José Maria Llobet     | Montesa     | 1 |
|    | Emilio Mendogni       | Morini      | 1 |
|    | Giuseppe Matucci      | MV Agusta   | 1 |

### Konstrukteurswertung
| 1 | F.B Mondial | 32 |
| 2 | Morini      | 14 |
| 3 | MV Agusta   | 5  |
| 4 | Montesa     | 4  |

## Gespanne (500 cm³)

### Rennergebnisse
|   | Datum  | Rennen              | Strecke           | Platz 1                           | Platz 2                           | Platz 3                           | Schn. Rennrunde                                                  |
| - | ------ | ------------------- | ----------------- | --------------------------------- | --------------------------------- | --------------------------------- | ---------------------------------------------------------------- |
| 1 | 08.04. | 2. GP von Spanien   | Montjuïc          | Eric Oliver / Lorenzo Dobelli     | Ercole Frigerio / Ezio Ricotti    | Albino Milani / Giuseppe Pizzocri | Eric Oliver / Lorenzo Dobelli                                    |
| 2 | 27.05. | 21. GP der Schweiz  | Bremgarten        | Ercole Frigerio / Ezio Ricotti    | Albino Milani / Giuseppe Pizzocri | Ernesto Merlo / Dino Magri        | Eric Oliver / Lorenzo Dobelli                                    |
| 3 | 01.07. | 24. GP von Belgien  | Spa-Francorchamps | Eric Oliver / Lorenzo Dobelli     | Ercole Frigerio / Ezio Ricotti    | Pip Harris / Neil Smith           | Eric Oliver / Lorenzo Dobelli                                    |
| 4 | 15.07. | GP von Frankreich   | Albi              | Eric Oliver / Lorenzo Dobelli     | Ercole Frigerio / Ezio Ricotti    | Jean Murit / André Emo            | Eric Oliver / Lorenzo Dobelli und Ercole Frigerio / Ezio Ricotti |
| 5 | 09.09. | 29. GP der Nationen | Monza             | Albino Milani / Giuseppe Pizzocri | Eric Oliver / Lorenzo Dobelli     | Pip Harris / Neil Smith           | Eric Oliver / Lorenzo Dobelli                                    |

### Fahrerwertung
| 1  | Eric Oliver         | Lorenzo Dobelli   | Norton        | 30 (32) |
| 2  | Ercole Frigerio     | Ezio Ricotti      | Gilera        | 26      |
| 3  | Albino Milani       | Giuseppe Pizzocri | Gilera        | 19      |
| 4  | Pip Harris          | Neil Smith        | Norton        | 8       |
| 5  | Jean Murit          | André Emo         | Norton        | 5       |
| 6  | Jacques Drion       | Bob Onslow        | Norton        | 5       |
| 7  | Ernesto Merlo       | Dino Magri        | Gilera        | 4       |
| 8  | Giovanni Carru      | Carlo Musso       | Carru-Triumph | 4       |
|    | Marcel Masuy        | Denis Jenkinson   | Norton        | 4       |
| 10 | Cyril Smith         | Bob Onslow        | Norton        | 3       |
|    | Hans Haldemann      | Josef Albisser    | Norton        | 3       |
| 12 | Siegfried Vogel     | Leo Vinatzer      | BMW           | 2       |
|    | Frans Vanderschrick | Jean-Marie Stas   | Norton        | 2       |
|    | René Bétemps        | Georges Burggraff | Triumph       | 2       |
| 15 | Alphonse Vervroegen | Pierre Cuvelier   | FN            | 1       |

(Punkte in Klammern inklusive Streichresultate)

### Konstrukteurswertung
| 1 | Norton  | 30 (33) |
| 2 | Gilera  | 28 (34) |
| 3 | Triumph | 6       |
| 4 | BMW     | 2       |
| 5 | FN      | 1       |

(Punkte in Klammern inklusive Streichresultate)